# Santalha
Santalha es una freguesia portuguesa del municipio de Vinhais. Según el censo de 2021, tiene una población de 188 habitantes.